# Зерих, Ромуальд

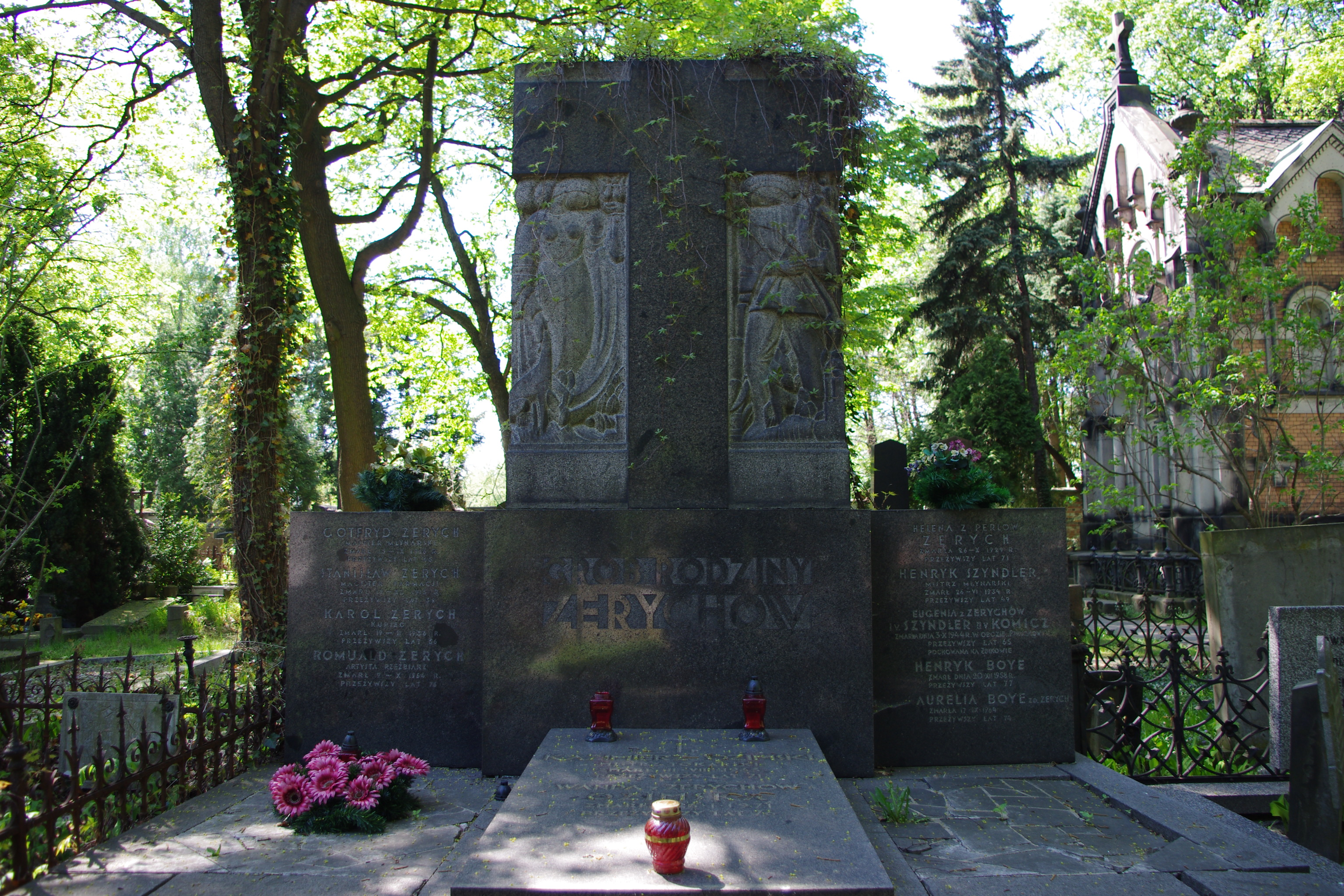
Семейное захоронение Зерихов, Варшава

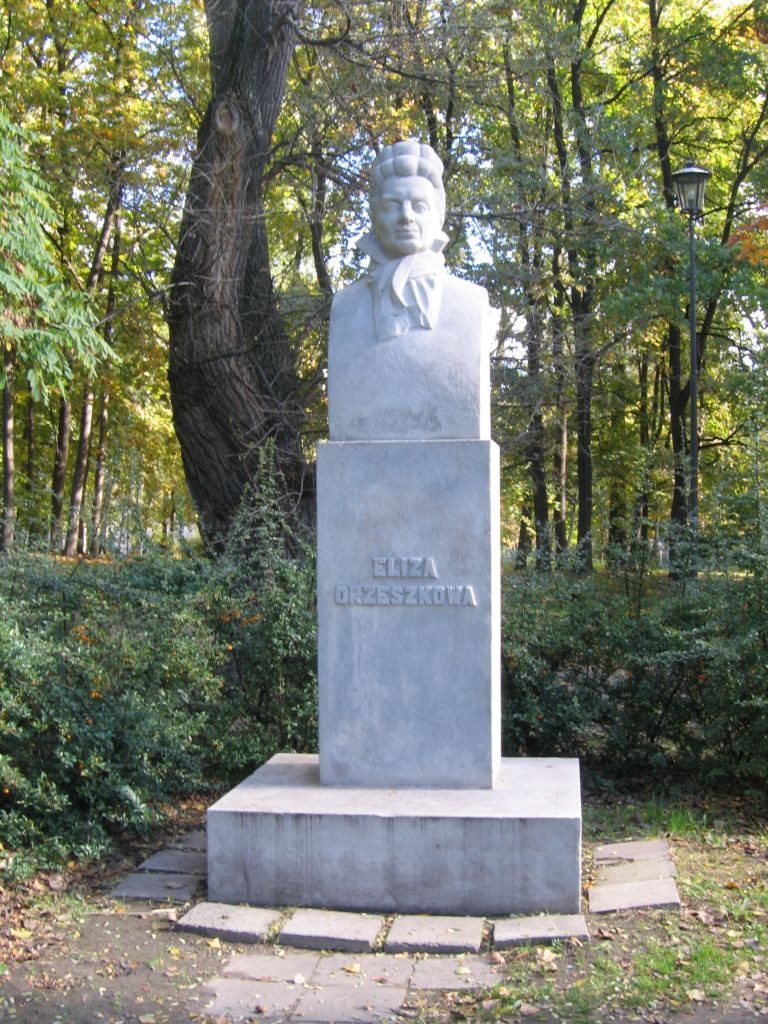
Памятник Элизе Ожешко работы Ромуальда Зериха, Варшава

Ромуальд Зерих (пол. Romuald Zerych; * 7 февраля 1888, Варшава — † 1964) — польский скульптор.

## Биография
Обучение проходил в Школе изящных искусств в Варшаве и в Академии изящных искусств им. Яна Матейко в Кракове под руководством Ксаверия Дуниковского.
Участник первой мировой войны. В 1914—1918 гг. воевал в рядах русской армии, попал в плен к немцам.
В межвоенный период Зерих посвятил себя скульптуре.
Автор памятника погибшим русским военнопленным в Бауцене, памятника Элизе Ожешко в Гродно, торжественно открытом в 1929 г.
Победитель конкурса в марте 1932 г. и автор (совместно с Борисом Зинсерлингом) проекта мавзолея участникам Сражения под Остроленкой в ходе Польского восстания в 1830 г.
В 1958 г. создал копию гродненского памятника Э.Ожешко, которая была установлена в одном из парков в центре Варшавы.
Творец многих памятников и надгробий на варшавском кладбище Повонзки и евангелистском столичном кладбище.
Похоронен на лютеранском кладбище Варшавы.